# Serangoon (métro de Singapour)
Serangoon est une station de métro à Singapour. 